# Mountrath
Mountrath, irisch Maighean Rátha (Gehöft des Ringforts), ist eine Kleinstadt im County Laois in der Republik Irland. Bei der Volkszählung 2022 hatte sie 2070 Einwohner.

## Lage
Die Stadt liegt südöstlich der Slieve Bloom Mountains. Sie befindet sich genau auf halbem Weg zwischen Dublin und Limerick. Bis 2010 führte die Nationalstraße N7 direkt durch den Ort; seither führt die Autobahn M7 südlich vorbei. Die ehemalige N7 wurde zur Regionalstraße R445 herabgestuft.

## Geschichte
Im Jahr 1111 fand die Synode von Rathbreasail (vermutlich) in der Nähe des jetzigen Ortes statt. Auf ihr wurden wesentliche Änderungen der irischen Kirchenstruktur beschlossen.
Die Stadt selbst wurde 1628 von Charles Coote gegründet. Im Laufe der Jahre entwickelte sich hier unter anderem eine Textilindustrie. Besonders die Quäker spielten eine wichtige Rolle bei der industriellen Entwicklung.

## Persönlichkeiten
- William Miller (1858–1927), römisch-katholischer Ordensgeistlicher und Apostolischer Vikar von Transvaal